# ルノー・ドーフィン
ドーフィン（Dauphine）は、フランスのルノーが1956年から1968年まで生産した小型乗用車である。

## 概要
上級バーションはルノー・オンディーヌとして1960年から1962年に販売された。ドーフィンは世界中各地で生産され、ライセンス生産分まで含めるとオセアニアから南米まで広範囲に渡る。
スポーツモデルゴルディーニは、ゴルディーニチューンのエンジンヘッドに、4速マニュアルと4輪ディスクブレーキが標準装備された。またファクトリー・レーシングモデルとして1962年と1963年にホモロゲーションモデル"R1093"が約2140台作られた。
なお自動車評論家などが「日本でも日野・コンテッサ900のプラットフォームはこのドーフィンのものと共通」としていることがあるが誤りである。日野とルノーは1950年代には提携・ライセンス関係にあり、日野がノックダウンで生産した4CVは「日野ルノー」「亀の子ルノー」と親しまれたものであったが（ルノー・4CV#日野・ルノー4CVを参照）、1960年代のコンテッサはRRのレイアウト等が共通で見た目などにいくつかの類似点もあるものの、その設計は当時のルノーとは無関係である。

## エンジンスペック
| エンジン   | 燃料     | 排気量 cc | 出力 英馬力(kW)      | トルク N·m(lb·ft) | 最高速度       | 0-60mph加速 秒 | パワーウエイトレシオ W/kg(英馬力/t) |
| ---------- | -------- | --------- | -------------------- | ----------------- | -------------- | -------------- | ----------------------------------- |
| Type 670-1 | ガソリン | 845       | 27.0(20.1) /4,000rpm | 66(49)            | 112km/h(70mph) | 37             | 38.43(41.54)                        |
| ゴルディニ | ガソリン | 845       | 36(26.8) /4,000rpm   | 65(48)            | 130km/h(81mph) | 30             | 40.68(54.55)                        |